# نبيت

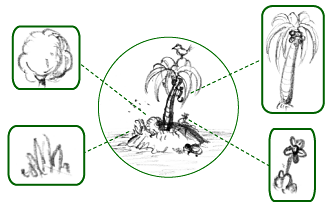
Simplified schematic of an island's flora - all its plant species, highlighted in boxes.

الفلورة أو النبيت أو النُّبُوت (باللاتينية: Flora) هي الحياة النباتية التي تحدث في منطقة أو وقت ما، وتنشأ عموما بشكل طبيعي أو واطن، ويقابلها في المملكة الحيوانية مصطلح Fauna أي الحيوانات. وتشكل كل من النباتات والحيوانات وغيرها من أشكال الحياة مثل الفطريات ما يعرف ب الكائنات الحية. وفي بعض الأحيان يشار إلى البكتيريا والفطريات أيضا باسم النبت، كما هو الحال في النبيت المعوي أو النبيت الجلدي
.

## أصل المصطلح
يرجع أصل الكلمة إلى اللاتينية فلورا التي تعني إله النباتات والأزهار والخصوبة في الميثولوجيا الرومانية

## أربع تصنيفات
تقسم النباتات إلى مجموعات نبيتات على أساس المنطقة (المنطقة النباتية)، الفترة، البيئة الخاصة، أو المناخ. ويمكن أن تتمايز المناطق جغرافيا مثل الجبل مقابل الأرض المسطحة. النبيت يمكن أن تعني أيضا الحياة النباتية في عصر تاريخي كما هو الحال في النباتات الأحفوري. وأخيرا، يمكن تقسيم مجموعات النبيت حسب البيئات الخاصة:
- النبيت البري وهي النباتات المحلية الطبيعية لمنطقة ما.
- النبيت الزراعي والبستاني (نبيت الحدائق). وهي النباتات التي تزرع من قبل البشر.
- نبيت الأعشاب الضارة. تم إطلاق هذا التصنيف تقليديا على النباتات الغير مرغوب فيها، وتدرس ضمن الجهود الرامية إلى السيطرة أو القضاء عليها. لكن اليوم قليلا ما تستخدم هذا التصنيف من الحياة النباتية، لأنه يتضمن ثلاثة أنواع مختلفة من النباتات: أنواع الأعشاب الضارة والأنواع الغازية (قد تكون أو لا تكون الأعشاب الضارة)، وأصلي وعرض الأنواع غير الأعشاب الضارة التي هي غير مرغوب فيه زراعيا. وقد تبين أن العديد من النباتات التي كانت تعتبر في السابق من الأعشاب أكتشف أنها مفيدة أو حتى ضرورية لمختلف النظم الإيكولوجية.

## توثيق الفلورا

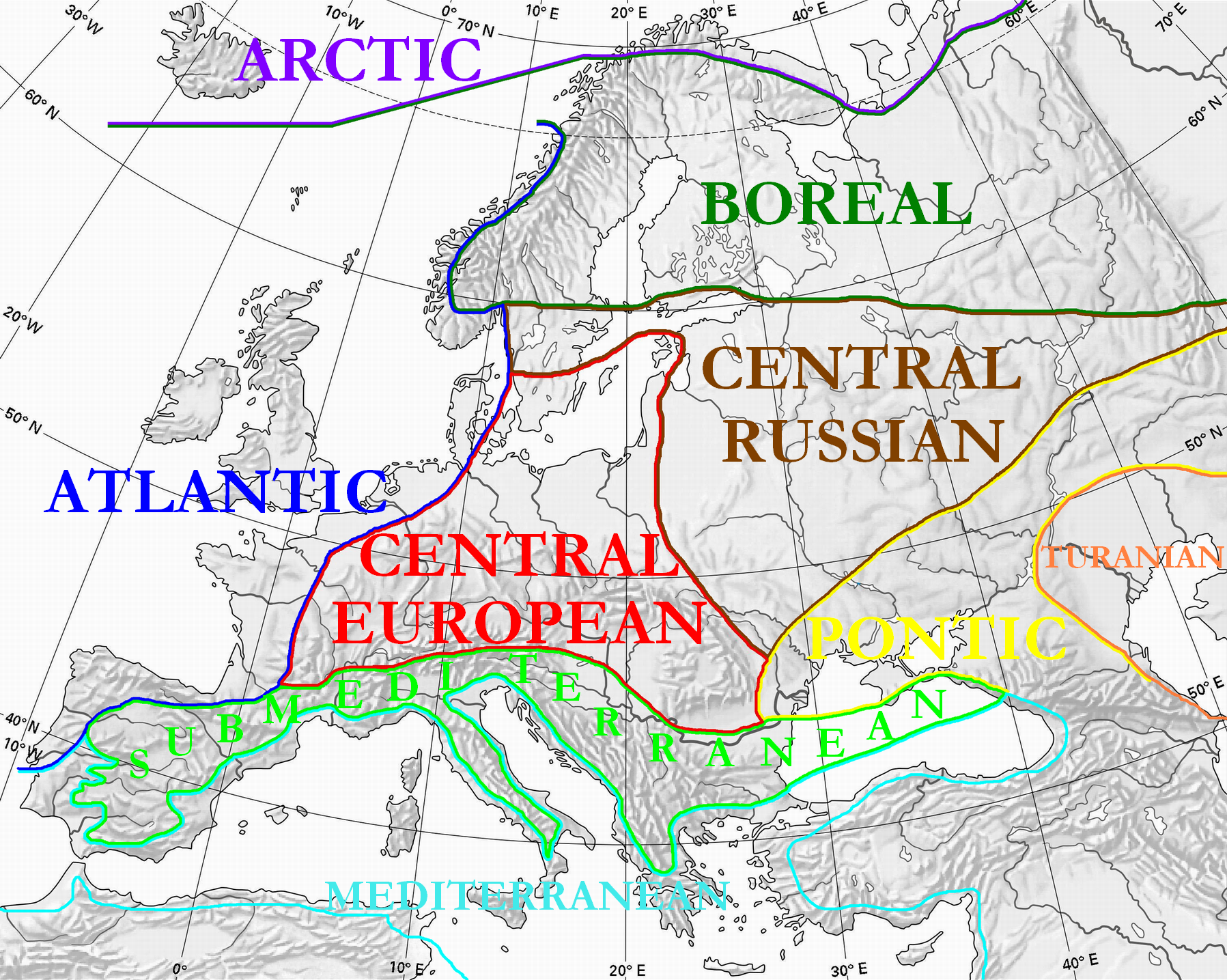
Floristic regions in Europe according to Wolfgang Frey and Rainer Lösch

يمكن توثيق النباتات في منطقة أو فترة زمنية معينة في مطبوعة تعرف باسم Flora . إن مجموعات النباتات تتطلب معرفة نباتية متخصصة للتوثيق بشكل فعال في كتب أو أقراص أو مواقع الإنترنت.
ويقال أن كتاب Flora Sinensis  للبولندي Jesuit Michał Boym i هو أو كتاب يستخدم اسم «فلورا» في هذا المعنى، وهو كتاب يغطي عالم النبات في لكل منطقة. ومع ذلك، وخلافا لعنوانه فلم يقتصر الكتاب على النباتات، ولكن أيضا بعض الحيوانات في المنطقة
مطبوعات النبيت المنشورة غالبا ما تحتوي على مفاتيح التشخيص وفي كثير من الأحيان هي مفاتيح ثنائية التفرع، والتي تتطلب من المستخدم عند فحص النبات، أن يختار بين بديلين ما هو أنسب للنبات.

The botanical continents of the World Geographical Scheme for Recording Plant Distributions, used for classifying floras geographically

- نبيت بالقارة
- نبيت بالدولة
- نبيت بالإقليم

## وصلات خارجية
- eFloras — a collection of on-line floras
- Chilebosque — checklist of Chilean native flora
- Flora of NW Europe with descriptions and a quiz to test your knowledge
- Flora of Australia Online
- Flora of New Zealand Series Online